# Neuve-Chapelle
Neuve-Chapelle là một xã trong tỉnh Pas-de-Calais, vùng Hauts-de-France, Pháp.

## Địa lý
Neuve-Chapelle có cự ly khoảng 8 dặm (12,9 km) về phía đông bắc Béthune và 16 dặm (25,7 km) về phía tây nam Lille.

## Dân số
| 1962                                                              | 1968 | 1975 | 1982 | 1990 | 1999 | 2006 |
| ----------------------------------------------------------------- | ---- | ---- | ---- | ---- | ---- | ---- |
| 440                                                               | 462  | 471  | 548  | 864  | 958  | 1374 |
| Số liệu điều tra dân số tính từ năm 1962, dân số chỉ tính một lần |      |      |      |      |      |      |